# Rẻ quạt mày trắng
Rhipidura aureola là một loài chim trong họ Rhipiduridae.